# آروس قازومیان
آروس گورگنی قازومیان (ارمنی: Արուս Գուրգենի Ղազումյան؛  ۸ مارس ۱۹۰۹ – ۲۵ نوامبر ۱۹۷۰) یک بازیگر اهل ارمنستان بود. وی بین سال‌های - تا - میلادی فعالیت می‌کرد.

## زندگی‌نامه
وی در ۸ مارس ۱۹۰۹ در ایجوان به دنیا آمد . وی در تئاتر دراماتیک ارمنیان استپاناکرت فعالیت می‌کرد. وی همچنین برندهٔ جوایزی همچون هنرمند شایسته ارمنستان شوروی (۱۹۵۵) شده است. وی در ۲۵ نوامبر ۱۹۷۰ در سن ۶۱ سالگی در استپاناکرت درگذشت.